# Квазіпраліси Липовицького лісництва
Квазіпраліси Липовицького лісництва — пралісова пам'ятка природи місцевого значення. Об'єкт розташований на території Рожнятівського району Івано-Франківської області, ДП «Брошнівське лісове господарство», Липовицьке лісництво, квартал 41, виділи 18, 22, 24, 25, 27; квартал 42, виділи 28, 29.
Площа — 46 га, статус отриманий у 2020 році.